# Kobe Cools
Kobe Cools, né le 25 juillet 1997 à Bornem en Belgique, est un footballeur belge qui joue au poste de défenseur central au FCV Dender EH.

## Biographie

### En club

#### Jeunesse et formation
Kobe Cools débute sa formation au KVK Hingene. Il part ensuite au KSV Bornem avant de jouer au Germinal Beerschot et au RSC Anderlecht. Lors de la saison 2014-2015, il atteint les demi-finales de l'UEFA Youth League avec l'équipe de jeunes d'Anderlecht. Il apparait plusieurs fois sur le banc avec la première équipe, mais ne participe à aucune rencontre.

#### Prêt au RWDM
En quête de temps de jeu, il est prêté en août 2018 au RWD Molenbeek, évoluant alors en Division 1 amateurs,.

#### Aventure étrangère au F91 Dudelange
Anderlecht ne comptant plus sur lui, il effectue des essais au Lommel SK et au KFCO Beerschot Wilrijk au cours de l'été 2019. Il s'engage finalement chez les luxembourgeois du F91 Dudelange, où il est champion en 2022.

#### FCV Dender EH
En juin 2022, il rejoint le FCV Dender EH pour deux ans,. Il fait ses débuts avec le club le 12 août 2022, contre le Lommel SK (défaite, 1-4).

## Palmarès

### En club
|  |  | F91 Dudelange - Championnat du Luxembourg (1) : - Champion : 2022. |